# Aeropuerto Internacional de Santa Rosa
El Aeropuerto Internacional de Santa Rosa es un aeropuerto de Ecuador que está ubicado en el cantón Santa Rosa, Provincia de El Oro, a 28 km de la ciudad de Machala, capital provincial. El traslado desde este terminal aéreo hasta la ciudad de Machala tarda aproximadamente 30 minutos vía terrestre. El aeropuerto cuenta con una pista en dirección de 09/27 con dimensiones de 2986 x 59 pies (2.500 x 30 metros) 

## Destinos actuales

### Destinos nacionales
| Destinos         | Aeropuertos                             | Aerolíneas   | Frecuencias semanales |
| ---------------- | --------------------------------------- | ------------ | --------------------- |
| Quito, Pichincha | Aeropuerto Internacional Mariscal Sucre | Aeroregional | 13                    |

## Antiguos destinos
| Países  | Destinos  | Aeropuertos                                                   | Aerolíneas   |
| ------- | --------- | ------------------------------------------------------------- | ------------ |
| Ecuador | Cuenca    | Aeropuerto Internacional Mariscal La Mar                      | Aeroregional |
| Ecuador | Quito     | Aeropuerto Internacional Mariscal Sucre                       | TAME, Saereo |
| Ecuador | Quito     | Aeropuerto Internacional Mariscal Sucre                       | Saereo       |
| Ecuador | Guayaquil | Aeropuerto Internacional José Joaquín de Olmedo               |              |
| Perú    | Lima      | Aeropuerto Internacional Jorge Chávez                         |              |
| Perú    | Piura     | Aeropuerto Internacional Capitán FAP Guillermo Concha Ibérico |              |

## Estadísticas
| Nacionales | Nacionales |
| ---------- | ---------- |
| 2016       | 35.419     |
| 2017       | 24.622     |
| 2018       | 20.328     |
| 2019       | 22.004     |
| 2020       | 5.070      |
| 2021       | 1.182      |
| 2022       | 25.361     |
| 2023       | 53.316     |

| # | Ciudad y provincia | Pasajeros | Dif. 2022  | Aerolíneas   |
| - | ------------------ | --------- | ---------- | ------------ |
| 1 | Quito, Pichincha   | 52.950    | 110,2%     | Aeroregional |
| 2 | Cuenca, Azuay      | 366       | Nueva ruta | Aeroregional |